# Non stuzzicate la zanzara
Série
Rita la zanzara
Pour plus de détails, voir Fiche technique et Distribution.
Non stuzzicate la zanzara est une musicarello italien réalisé par Lina Wertmüller et sorti en 1967.
C'est la suite de Rita la zanzara de la même réalisatrice sorti en 1966,.

## Synopsis
Rita, qui s'est échappée du pensionnat, arrive à Rome après avoir remporté un concours de chant. Elle est accompagnée de Paolo, le professeur de musique qui l'a aidée. Elle se retrouve donc à la forteresse Colleoni, où ses parents vivent avec trois tantes ; son père y dirige une académie pour les aspirants « gardes suisses » en attente de reconnaissance. Afin d'être proche de Rita, Paolo s'inscrit à l'académie, mais bientôt les deux hommes cherchent une nouvelle opportunité de gloire : ils tentent de participer à une émission de télévision à Sestrières. Le père de Rita, cependant, leur met des bâtons dans les roues en enfermant Rita dans la prison de la forteresse. Rita parvient à s'échapper avec l'aide de sa mère, qui se dirige avec elle vers Sestrières. Lorsque son père s'aperçoit de l'évasion, il est furieux et enlève Rita, mais il ne peut rien faire lorsque sa mère propose de prendre le rôle de Rita dans l'émission de télévision. Rita et Paolo peuvent ainsi continuer à cultiver leur rêve de musique et d'amour.

## Fiche technique
- Titre original italien : Non stuzzicate la zanzara[3]
- Réalisateur : Lina Wertmüller
- Scénario : Lina Wertmüller
- Photographie : Dario Di Palma
- Montage : Franco Fraticelli
- Musique : Bruno Canfora
- Décors : Enrico Job (it)
- Maquillage : Enrico Job (it)
- Production : Sergio Bonotti, Gilberto Carbone
- Sociétés de production : Mondial Televisione Film
- Pays de production :  Italie
- Langue originale : italien
- Format : Couleur - Son mono - 35 mm
- Durée : 124 minutes
- Genre : Musicarello
- Dates de sortie :
  - Italie : 24 mars 1967

## Distribution
- Rita Pavone : Rita Santangelo
- Romolo Valli : Bartolomeo Santangelo, le père de Rita
- Giancarlo Giannini : Paolo Randi
- Giulietta Masina : Maria Cristina, la mère de Rita
- Enrico Viarisio : Général Gavazzeni Scotti
- Peppino De Filippo : Carmelo
- Teddy Reno : lui-même
- Mita Medici : Vanessa
- Raffaele Pisu : Sergent
- Giusi Raspani Dandolo : Directeur
- Caterina Boratto : Marchesa Filangeri
- Carlo Pavone e il complesso JB : eux-mêmes
- Ugo Fangareggi : Wolfgang
- Gianni Brezza : Danseuse
- Mirella Pamphili : femme de chambre
- Gina Mattarolo : Femme de ménage
- Pietro De Vico :
- Franco Melidoni :